# Pterinochilus lapalala
Pterinochilus lapalala là một loài nhện trong họ Theraphosidae.
Loài này thuộc chi Pterinochilus. Pterinochilus lapalala được miêu tả năm 2011 bởi Gallon en Engelbrecht.